# Zac Efron

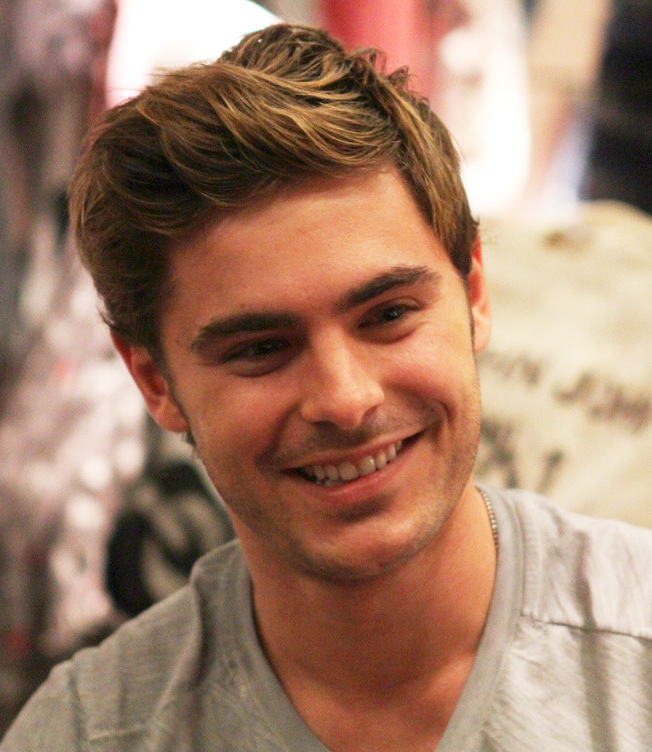
Zac Efron în 2012

Zachary David Alexander "Zac" Efron (n. 18 octombrie 1987) este un actor și cântăreț american. Și-a început activitatea profesională la începutul anilor 2000, și a devenit cunoscut precum '' idolul adolescenților '' pentru rolurile sale din High School Musical, seria Summerland, și versiunea din 2007 a musical-ului Hairspray. Zac a mai jucat în filme precum 17 Again (2009), Me and Orson Welles (2009), Charlie St. Cloud(2010), New Year's Eve (2011), Liberal Arts (2012), The Lorax (2012), The Lucky One (2012), The Paperboy (2012),At Any Price (2012), Parkland (2013), That Awkward Moment (2014), Neighbors (2014) și We Are Your Friends(2015).

## Biografie
Efron s-a născut în San Luis Obispo, California, după care s-a mutat la Arroyo Grande, California. Tatăl său, David Efron, este un inginer electric la o centrală electrică, iar mama sa, Starla Baskett, este o secretară care a lucrat la aceeași centrală electrică. Efron are un frate, Dylan și a avut, după cum a descris, o "copilărie normală" într-o familie de clasă mijlocie. El a fost crescut într-o gospodărie agnostică și nu a practicat nici o religie ca copil. Numele său de familie, "Efron" (אפרון), este un nume evreiesc Ashkenazi, luat dintr-un nume deloc biblic (Zac s-a descris ca evreu).
Tatăl său l-a încurajat să înceapă să acționeze când Zac avea unsprezece ani. Efron a apărut ulterior în producțiile teatrale la liceul său, a lucrat în teatrul The Great American Melodrama și Vaudeville și a început să preia lecții de cântat. A cântat în spectacole precum Gypsy; Peter Pan; Sau, băiatul care nu ar crește; Little Shop of Horrors; Și The Music Man. El a fost recomandat unui agent din Los Angeles de profesorul său de teatru, Robyn Metchik (mama actorilor Aaron Michael Metchik și Asher Metchik). Efron a fost ulterior semnat la Agenția de creație a artiștilor.
Efron a absolvit liceul Arroyo Grande în 2006 și a fost apoi acceptat la Universitatea din California de Sud, dar și-a amânat înscrierea la proiectul de film. A urmat, de asemenea, Conservatorul Pacific de Arte Spectacolice, un colegiu comunitar din Santa Maria, California, care i-a oferit ocazia de a juca în calitate de "tânăr jucător" în anii 2000 și 2001.

## Filmografie
| An        | Titlu                         | Rol                | Note                              |
| --------- | ----------------------------- | ------------------ | --------------------------------- |
| 2002      | Firefly                       | Young Simon Tam    | Episod: "Safe"                    |
| 2003      | The Guardian                  | Luke Tomello       | Episod: "Without Consent"         |
| 2003      | ER                            | Bobby Neville      | Episod: "Dear Abby"               |
| 2004–2005 | Summerland                    | Cameron Bale       | Rolul principal; 16 episoade      |
| 2005      | CSI: Miami                    | Seth Dawson        | Episod: "Sex & Taxes"             |
| 2005      | The Replacements              | Davey Hunkerhoff   | "Davey Hunkerhoff / Ratted Out"   |
| 2006      | Heist                         | Pizza Delivery Guy | Episod: "Pilot"                   |
| 2006      | The Suite Life of Zack & Cody | Trevor             | Episod: "Odd Couples"             |
| 2006      | NCIS                          | Danny              | Episod: "Deception"               |
| 2008–2014 | Robot Chicken                 | Various            | Voice role 4 episoade             |
| 2009      | Saturday Night Live           | Himself            | 2 episoade                        |
| 2009      | Entourage                     | Himself            | Episod: "Security Briefs"         |
| 2014      | Running Wild with Bear Grylls | Himself            | Episod unic; Sezonul 1 Episodul 1 |